# 邁蒙尼德
摩西·本·邁蒙（希伯來語：מֹשֶׁה בֶּן־מַיְמוֹן；1138年3月30日—1204年12月13日），通稱邁蒙尼德（拉丁語：Maimonides），是塞法迪犹太哲學家、法學家、醫生。生於西班牙科尔多瓦。

## 迈蒙尼德誓詞
迈蒙尼德誓詞，是託名迈蒙尼德的藥師、醫師誓詞。

1783年，德系猶太醫生马库斯·赫茨出版誓詞。赫茨宣稱誓詞譯自希伯來語原本，但現代學界更相信是赫茨自己編的。 1790年，猶太啟蒙運動家艾萨克·亚伯拉罕·尤切尔發表誓詞的希伯來語版。
祢永恆的做工委任我照料祢造物的生命與健康。願對醫術的熱愛時刻激勵我。願我既不貪婪，也不吝嗇；不渴望榮譽，也不汲汲名聲。因為真理與慈善的敵人總能輕易欺騙我，讓我忘記為了祢孩子行善的崇高目標。
願我只將病患視作受苦的受造同伴。
賜我力量、時間、機會來糾正所學，增長知識；因為知識乃無窮盡，人的精神總能日日學有收穫。今日，他能發現他昨日的錯誤；明日，他能從今日所思有所發現。

啊，上帝，祢委任我照料祢造物的生與死；在此，我已準備好承擔我的職業，回應我的呼召。

## 迈蒙尼德十三信条
在13世纪迈蒙尼德将犹太教信仰总结为十三信条。虽然这十三信条也受到不少批评，但是依然作为犹太教信仰的一个共识基础而保留了下来。
- 一、我完全相信上主。上主创造世界，掌管一切。
- 二、上主是唯一的真神。
- 三、上主无形、无体、无相。有形、有体、有相、有限之人、之物，都不是上主。把有形、有体、有相、有限之人、之物视为上主者，都是拜偶像。
- 四、上主永恒，无始，无终。
- 五、上主是唯一值得敬拜的神。
- 六、上主借先知传递话语。先知的预言真实可信。
- 七、摩西是最大的先知。
- 八、律法是上主在西奈山亲自颁布，借摩西所传，不可改变。
- 九、律法是永恒的，不可替代。人们要永远遵守。
- 十、上主洞察人的行为。
- 十一、上主奖赏遵守律法的人，惩罚违背律法的人。
- 十二、默西亚必将来临，要每日盼望。默西亚来临的时候，世界恢复和平，恢复正义，万民都归向上主。这是默西亚的使命。没有实现默西亚使命的人，都不是默西亚，无论他怎样宣称、人们怎样相信、他有怎样神迹。
- 十三、人的灵魂不灭，死后复活。

## 慈善八级
迈蒙尼德在他的作品中列出了他对慈善（羅馬化：Tzedakah）种类的八级分类，由高到低分别是：
- 给需要的人提供无利息贷款，给一个人需要的补助金，帮失业者找到工作，最终结果都要是受帮助的人不再需要别人生活。
- 匿名提供金钱给一个不知道的，充满智慧，完美利用好金钱的接收人。
- 匿名提供金钱给已知的一个接收人
- 公开提供金钱给一个未知的接收人
- 被询问是否提供援助以前施舍
- 被询问以后充分提供援助
- 心甘情愿但不充分的提供施舍
- 不情愿的给人施舍

## 否定定义神学
迈蒙尼德提倡新柏拉图主义。在对神的定义中，迈蒙尼德倾向于使用否定定义的神学。比如，人不能说神是阳性的，因为这样神就受到了限制，但是可以说，神必然不是阴性的。
经师一致认为，世界上没有任何谓语可以定义神，但这不意味着没有词语适合描述神。全能，永恒，这些词语定义神肯定是不够的，但这并不妨碍我们通过这些词来表达我们对神的赞美。在经师们看来，当人赋予神拟人化的特质时，人并没有定义神是什么，因为人不知道神的最终本质是什么。

## 真实信仰与必要信仰
在《迷途指津》的第三册28章，迈蒙尼德指出，真实的信仰让我们对神的信仰更完美。但是必要的信仰有利于改善社会秩序。迈蒙尼德举例说，古老的信仰告诉我们神对人做恶很愤怒。迈蒙尼德指出，神不会有人的情感，所以不会有愤怒这种感情。但是人相信此的存在，这样有助于阻止人犯罪。

## 著作

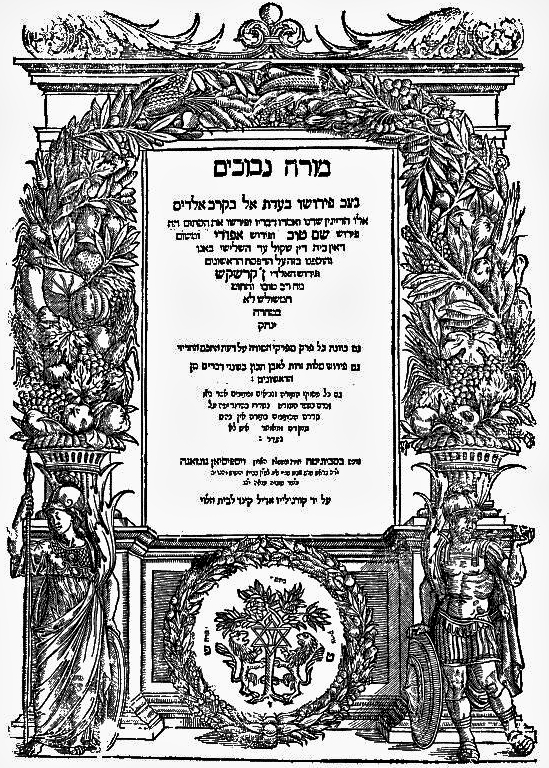
《解惑指引》

- 《聖誡書》
- 《密西那評述》
- 《密西那—托拉》
- 《解惑指引》（或译《迷途指津》）
- 《八章》

### 註腳
1. ↑  . Encyclopedia Britannica.   [8 December 2016]. （原始内容存档于20 December 2016）.
2. ↑  . Hebcal Jewish Calendar.   [31 March 2021]. （原始内容存档于7 March 2021）.
3. ↑  . Hebcal Jewish Calendar.   [31 March 2021]. （原始内容存档于7 March 2021）.
4. ↑  .   [6 May 2007]. （原始内容存档于9 October 2007）.
5. ↑  . . Plato (Stanford). 2016  [6 May 2007]. （原始内容存档于9 December 2014）.
6. ↑  . Achgut.com. 19 June 2007  [13 March 2010]. （原始内容存档于28 April 2015）.
7. ↑  "Täglisches Gebet eines Arztes bevor en seine Kranken besucht -- Aus der hebräischen Handschrift eines berühmten jüdischen Arztes in Egypten aus dem zwölften Jahrhundert," Deutsches Museum, 1783, 1: 43-45
8. ↑  Davies, Martin L. . Detroit: Wayne State University Press. 1995. ISBN 9780814324349. OCLC 32391459.
9. ↑  F. Rosner, "The Physician's Prayer Attributed to Moses Maimonides （页面存档备份，存于）," Bulletin of the History of Medicine, vol. 41, no. 5 (September-October 1967), pp. 450-454
10. ↑  "Tfila le-rofeh" Ha-Meassef, 1790, 6: 242-244
11. ↑  Tan, S. Y.; Yeow, M. E.  (PDF). Singapore Med J. 2002  [24 March 2012]. （原始内容存档 (PDF)于2023-11-05）.